# Rutilodexia papua
Rutilodexia papua là một loài ruồi trong họ Tachinidae.